# Boris Afanassiev
Pour les articles homonymes, voir Afanassiev.
Temple de la renommée russe : 1948
Boris Ivanovitch Afanassiev - en russe Борис Иванович Афанасьев (né en 1913 dans l'Empire russe - mort en 1983) est un sportif professionnel russe. Il est joueur puis entraîneur de hockey sur glace et footballeur.

## Biographie

### Hockey sur glace
Il évoluait au poste de gardien de but. Il devient entraîneur en 1953.

### Football
De 1929 à 1933, il joue pour le CDKA Moscou ainsi que de 1944 à 1948. Il a porté les couleurs du Doukate en 1933, du Dinamo Bolchevo de 1934 à 1937 et du Dynamo Kiev de 1938 à 1941.